# Provocante
Provocante é o sétimo álbum de estúdio da boy band brasileira Dominó. O lançamento ocorreu em novembro de 1995 e marca a primeira gravação da formação da qual faziam parte os integrantes Rodrigo Phavanello, Héber Albêncio, Ricardo Bueno e Valmir Araujo.
O processo de escolha de formação do grupo começou cerca de um ano antes do lançamento do álbum. Os integrantes passaram em testes de vídeo, dança e canto e foram escolhidos por Gugu Liberato e sua equipe da Promoarte. Após a seleção, passaram meses tendo aula de canto e dança e definindo o visual com o qual promoveriam o projeto.
A primeira música de trabalho (single) escolhida foi "Oh! Carol", uma versão em português da canção homônima do cantor, pianista e compositor norte-americano Neil Sedaka. Com o segundo single, Põe Põe, o Dominó atingiu um ligeiro sucesso nas rádios.
Apesar da divulgação, Provocante não obteve o mesmo sucesso dos álbuns da época da formação original.

## Lista de faixas
Créditos adaptados dos encartes do CD Provocante, de 1996.
| Edição CD |                           |                                                                                  |                                          |         |  |
| N.º       | Título                    | Compositor(es)                                                                   | Versões originais                        | Duração |  |
| 1.        | "Oh! Carol"               | Howard Greenfield, Neil Sedaka, versão de Fred Jorge                             | "Oh! Carol" de Neil Sedaka               | 3:52    |  |
| 2.        | "Você Me Dá"              | Serginho                                                                         |                                          | 2:45    |  |
| 3.        | "A Música Não Pode Parar" | Jacques Morali, Henri Belolo, Phil Hurtt, Peter Whitehead, versão de João Plinta | "Can't Stop the Music" de Village People | 3:00    |  |
| 4.        | "Regue, Regue, Reguei"    | Plinta, Diego, Rossini                                                           |                                          | 3:14    |  |
| 5.        | "Põe, Põe"                | Waldir Luz, Grace, Cleusa Balbino                                                |                                          | 3:36    |  |
| 6.        | "Provocante"              | Cesar Rossini, Gil Gerson, Paulo Flexa                                           |                                          | 3:39    |  |
| 7.        | "Quem Quer Ficar Comigo?" | Vivaldo Amaral, Carlinhos Muniz, Marcos Casal                                    |                                          | 3:23    |  |
| 8.        | "Jovem"                   | Jacques Morali, Henri Belolo, Victor Willis, versão de Plinta                    | "Y.M.C.A." de Village People             | 3:43    |  |
| 9.        | "Não Me Engane"           | Jeff Barry, Andy Kim, versão de Plinta, Ângela Márcia                            | "Sugar, Sugar" de Andy Kim               | 3:04    |  |
| 10.       | "Dona do Meu Prazer"      | Paulo Nascimento, Nego Cosmo                                                     |                                          | 2:59    |  |
| 11.       | "Todos os Caminhos"       | Marcão, Bira, Roberto Manzoni                                                    |                                          | 3:07    |  |
| 12.       | "Nada Com Nada"           | Antônio Luiz, Martinussi                                                         |                                          | 3:19    |  |